# Hrubieszów

Hrubieszóws vapen.

Hrubieszów (ukrainska Грубешів/Hrubeschiw, ryska Грубешов/Grubeschow, tyska Grubeschow) är en stad i Lublins vojvodskap i östra Polen. Hrubieszów, som är beläget 5 kilometer från gränsen till Ukraina, hade 18 731 invånare år 2012.